# Kuća Pezzi-Kraljević
Kuća Pezzi-Kraljević je kuća u Splitu, na adresi Zagrebačka 11.

## Opis
Sagrađena je početkom 20. stoljeća. Kuća Pezzi-Kraljević sagrađena je na početku 20. stoljeća na istočnom kraju niza reprezentativnih neostilskih građevina s vrtovima koje formiraju pročelje urbanistički vrijedne Zagrebačke ulice. Riječ je o stambenoj katnici razvedenog tlocrta s podrumom i potkrovljem. Unutrašnji prostor organiziran je oko kamenog stubišta s međupodestima s kojih se pristupa stanovima. Međukatne konstrukcije su drvene s podgledom od ožbukanih drvenih letvica. Sačuvani su svi izvorni elementi, od prostorne organizacije vrta i kuće, elemenata interijera do ukupnog arhitektonskog oblikovanja. Kuća pripada najznačajnijim ostvarenjima historicističke arhitekture u Splitu.

## Zaštita
Pod oznakom Z-5824 zavedena je kao nepokretno kulturno dobro - pojedinačno, pravna statusa zaštićena kulturnog dobra, klasificirano kao "profana graditeljska baština", stambene građevine.